# نابالمرال
نابالمرال دهستانی در استان آبیلای اسپانیا است.
در این دهستان ۵۴۶ نفر زندگی می‌کنند. مساحت این دهستان ۴۳٫۴۱ کیلومتر مربع است.